# تامي بارتون
تامي بارتون (بالإنجليزية: Tammy May)‏ هي رائدة أعمال أسترالية، ولدت في 27 يناير 1978 في أديلايد في أستراليا.